# 52 - Gioca o muori
52 - Gioca o muori (52 Pick Up),  è un film thriller del 1986, diretto da John Frankenheimer, tratto dal libro omonimo di Elmore Leonard, che aveva già ispirato il film del 1984 I guerrieri del vento, diretto da J. Lee Thompson.

## Trama
Harry Mitchell, un ricco industriale di Los Angeles che vive con la bella moglie, si concede un'avventura. La ragazza però è in combutta con tre individui assai poco raccomandabili, che filmano il rapporto sessuale per ricattare Harry, che però si rifiuta di pagare. I tre allora gli rubano la pistola ed uccidono la ragazza, ma Harry troverà la forza di reagire mettendoli l'uno contro l'altro.